# Nicolau Pisani
Nicolau Pisani (segle xiv) fou un almirall de la República de Venècia.
El 1350 va comandar un estol a Constantinoble per segellar una aliança amb l'Imperi Romà d'Orient contra els interessos genovesos.
Encetada la Guerra venecianogenovesa, del 15 d'agost al 20 d'octubre de 1351 fou assetjat a Òreos, a l'illa de Negrepont per l'estol genovès de Paganí Doria, fins que la flota combinada veneciana i de la corona d'Aragó va fer fugir als genovesos, fins que foren derrotats el 13 de febrer de 1352 en la batalla naval del Bòsfor. En resposta al canvi d'aliances de l'emperador Joan VI Cantacuzè va atacar Pera infructuosament l'octubre de 1352. El 4 de novembre de 1354, Doria el va sorprendre a Portolungo, prop de Grècia. L'almirall genovès audàcia i habilitat tàctica li va permetre capturar Pisani i tota la seva flota. Pisani va ser alliberat quan les dues ciutats van fer les paus el maig de 1355, i va passar la resta de la seva vida en la foscor.